# Hiéroglyphe égyptien P7
Le hiéroglyphe égyptien P7 (mât et bras) est classifié dans la section P « Bateaux et parties de bateaux » de la liste de Gardiner ; il y est noté P7.

## Représentation
Il représente la combinaison en monogramme d'un mât de bateau (hiéroglyphe P6) et d'un bras (hiéroglyphe D36).
Il est translittéré ˁḥˁ.

## Utilisation
| P6 |

| P6 |

| D36 |

| D36 |

| P6 |

| P6 |

## Exemples de mots
| P7 | w | A40 |

| P7 | w | A40 |

| P7 | N18 · Z2 |

| P7 | N18 · Z2 |

| P7 | w | P2 · Z2 |

| P7 | w | P2 · Z2 |